# Torvegade (København)
Torvegade er en gade på Christianshavn i København, der starter ved Knippelsbro og slutter ved Christmas Møllers Plads. Omtrent midt i gaden ligger Christianshavns Torv og Christianshavns Kanal.
Hvor det gule og hvide "lagkagehus" nu ligger, lå tugthuset i Torvegade, der blev revet i 1928 ved udvidelsen af Torvegade.